# العلاقات البالاوية الليختنشتانية
العلاقات البالاوية الليختنشتانية هي العلاقات الثنائية التي تجمع بين بالاو وليختنشتاين.

## مقارنة بين البلدين
هذه مقارنة عامة ومرجعية للدولتين:
| وجه المقارنة                                              | بالاو                         | ليختنشتاين                                 |
| --------------------------------------------------------- | ----------------------------- | ------------------------------------------ |
| المساحة (كم2)                                             | 465                           | 16                                         |
| عدد السكان (نسمة)                                         | 21.73 ألف                     | 37.47 ألف                                  |
| الكثافة السكانية (ن./كم²)                                 | 4.67 ألف                      | 234.19 ألف                                 |
| العاصمة                                                   | نغيرولمود، كورور              | فادوتس                                     |
| اللغة الرسمية                                             | لغة إنجليزية، اللغة البالاوية | اللغة الألمانية                            |
| العملة                                                    | دولار أمريكي                  | فرنك سويسري                                |
| الناتج المحلي الإجمالي (بليون دولار)                      | 291.54 مليون                  | 6.29 مليار                                 |
| الناتج المحلي الإجمالي (تعادل القوة الشرائية) بليون دولار | 326.12 مليون                  |                                            |
| الناتج المحلي الإجمالي الاسمي للفرد دولار أمريكي          | 13.50 ألف                     |                                            |
| الناتج المحلي الإجمالي للفرد دولار أمريكي                 | 14.76 ألف                     |                                            |
| مؤشر التنمية البشرية                                      | 0.780                         | 0.908                                      |
| رمز المكالمات الدولي                                      | +680                          | +423                                       |
| رمز الإنترنت                                              | .pw                           | .li                                        |
| المنطقة الزمنية                                           | ت ع م+09:00                   | توقيت وسط أوروبا، ت ع م+01:00، ت ع م+02:00 |

## منظمات دولية مشتركة
يشترك البلدان في عضوية مجموعة من المنظمات الدولية، منها:
| علم المنظمة | اسم المنظمة                  | تاريخ انضمام بالاو | تاريخ انضمام ليختنشتاين |
| ----------- | ---------------------------- | ------------------ | ----------------------- |
|             | منظمة حظر الأسلحة الكيميائية | ?                  | ?                       |
|             | الأمم المتحدة                | 15 ديسمبر 1994     | 18 سبتمبر 1990          |